# ボラみみより情報局
特定非営利活動法人ボラみみより情報局（ボラみみよりじょうほうきょく、通称：ボラみみ）は、ボランティア活動に参加したい個人と、ボランティアを必要とする団体等との橋渡しをし、またその活動を支援するため、ボランティア情報誌の発行等の事業を行い、もって社会全体の利益の増進に寄与することを目的とし2003年3月に設立された特定非営利活動法人（任意団体としての設立は1999年7月）。名古屋市を中心として愛知･岐阜･三重で、月刊『ボラみみ』を10,000部発行し、ボランティア情報を伝えている。

## 活動
ボランティア情報誌『ボラみみ』の発行（10,000部、約710箇所に配布）。「自分の興味・スキルが活かせるボランティアを探したい」という方と、「ボランティアを募集したい」という個人・団体の方とを橋渡しする「みみライン」の提供。